# 2884 Reddish
2884 Reddish è un asteroide della fascia principale. Scoperto nel 1981, presenta un'orbita caratterizzata da un semiasse maggiore pari a 3,1124150 au e da un'eccentricità di 0,1774536, inclinata di 1,94507° rispetto all'eclittica.
L'asteroide è dedicato all'astronomo britannico Vincent C. Reddish.